# 348383 Petibon
348383 Petibon è un asteroide della fascia principale. Scoperto nel 2005, presenta un'orbita caratterizzata da un semiasse maggiore pari a 2,3614721 UA e da un'eccentricità di 0,1617472, inclinata di 2,30643° rispetto all'eclittica.
L'asteroide è dedicato a Patricia Petibon, noto soprano francese.